# Al Smith (cestista 1947)
Alan Richard Smith, detto Al (Peoria, 15 gennaio 1947 – Palmer Ranch, 19 dicembre 2022), è stato un cestista statunitense, professionista nella ABA.

## Carriera
Venne selezionato dai Chicago Bulls al decimo giro del Draft NBA 1969 (93ª scelta assoluta) e, nuovamente, all'undicesimo giro del Draft NBA 1971 (180ª scelta assoluta).
Morì suicida nel 2022.

## Palmarès
- Miglior passatore della stagione ABA (1973-1974)
- Maggior numero di assist in stagione ABA: (1973-1974)
- Diciassettesimo per numero di assist di sempre ABA
- Sesto migliore giocatore di sempre per assist a partita ABA in regular season (5,3 assist a partita)